# Länsväg 195
De Zweedse weg 195 (Zweeds: Länsväg 195) is een provinciale weg in de provincies Jönköpings län en Västra Götalands län in Zweden en is circa 89 kilometer lang.

## Plaatsen langs de weg
- Jönköping
- Bankeryd
- Habo
- Gate
- Hjo
- Mölltorp/Karlsborg

## Knooppunten
- Riksväg 40, Riksväg 26/Riksväg 47: start gezamenlijk tracé, bij Jönköping (begin)
- Riksväg 26/Riksväg 47: einde gezamenlijk tracé, bij Bankeryd
- Länsväg 193
- Länsväg 194 bij Hjo
- Riksväg 49 bij Mölltorp/Karlsborg (einde)